# Mamadou Koné (burkiński piłkarz)
Mamadou Kone (ur. 6 maja 1974) – burkiński piłkarz grający na pozycji pomocnika. W swojej karierze rozegrał 22 mecze w reprezentacji Burkiny Faso i strzelił w nich 1 gola.

## Kariera klubowa
W swojej karierze Kone grał między innymi w takich klubach jak: USFA Wagadugu i Étoile Filante Wagadugu.

## Kariera reprezentacyjna
W reprezentacji Burkiny Faso Kone zadebiutował w 1995 roku. W 1996 roku został po raz pierwszy w karierze został powołany na Puchar Narodów Afryki. Zagrał na nim w jednym meczu, z Algierią (1:2).
W 2000 roku Kone rozegrał jedno spotkanie Pucharu Narodów Afryki 2000: z Egiptem (2:4). W kadrze narodowej od 1995 do 2000 roku rozegrał 20 meczów i strzelił w nich 1 bramkę.